# لیگ فدرال
لیگ فدرال باشگاه‌های بیس بال (انگلیسی: Federal League)لیگ حرفه ای بیس بال شناخته شده‌است، یک لیگ بیس بال حرفه ای آمریکایی است که فصل اول خود را در سال ۱۹۱۳ بازی کرد و از سال ۱۹۱۴ تا ۱۹۱۵ به عنوان «سومین لیگ برتر»، در رقابت با لیگ‌های ملی و آمریکایی وارد عرصه رقابت‌ها شد.